# عمر إلداروف
عمر حسن أوغلو إلداروف - النحات الشهير، رسام الشعب لجمهورية أذربيجان، عضو حقيقي في أكاديمية العلوم الوطنية الأذربيجانية، عميد في أكاديمية الرسم الأذربيجانية، حائز علي ميدالية حيدر علييف (2017).

## حياته
ولد عمر إلداروف في 21 ديسمبر، عام 1927، في داغستان،  دربند.
بعد تخرجه من مدرسة الرسم الأذربيجاني، لتوسيع دائرة معرفته المهنية تابع تعليمه في كلية الرسم لمعهد المعمارية والنحت في سانت بطرسبرغ.
شارك عمر إلداروف في العديد من المعارض والمسابقات الوطنية والإقليمية والدولية منذ عام 1946. 
المنحوتات التي تم إنشاؤها من قبل عمر إلداروف هي في مكان لائق في العديد من المتاحف في جميع أنحاء العالم. 
ومن بين هذه الأعمال، هي النصب التذكاري لشاعرة ناطوان، محمد فضولي، الكاتب المسرحي حسين جاويد، عالمة طبيب العين زريفة قولييفا، الرائس السابق حيدر علييف، رسام ستار بحلولزاده، وآخرين.
و مع ذلك هو مؤالف عديد من الأعمال الصغيرة.
مع نشاته الإبداعية، هو شارك في حيات الاجتماعية والثقافية لأذلابيجان. بين 1958 - 1968 تم انتخاب عضو في تحالف الارسومات. 
تم انتخاب عمر إلداروف إلي الهيئة التشريعية العليا لأذربيجان المستقلة. عميد لأكاديمية أذربيجان للفنون. 